# Anicius Auchenius Bassus
Ne doit pas être confondu avec Anicius Auchenius Bassus (consul en 408).
 (juillet 2018).
Pour les articles homonymes, voir Bassus.
Anicius Auchenius Bassus (fl. 382 - 384) était un homme politique de l'Empire romain.

## Biographie
Il est peut-être le fils d'Amnius Manilius Caesonius Nicomachus Anicius Paulinus, consul en 334, et de Ceionia Auchenia.
Il fut proconsul de Campanie en 379 et préfet de l'Urbs (Rome) en 382-383.
Il épousa Turrania Honorata, fille de Lucius Turranius Honoratus et de sa femme Aurelia Jovina et petite-fille paternelle de Lucius Turranius Venustus Gratianus. Ils sont les parents de Turrania Anicia Julia, qui épouse Quintus Clodius Hermogenianus Olybrius, consul en 379, et d'Anicius Auchenius Bassus. 
Ces activités sont attestées par plusieurs inscriptions latines, par une citation dans le Codex Théodosien et par les témoignages de Symmaque. L'une de ces inscriptions atteste sa dévotion de chrétien.

### Sources
- Christian Settipani, Les Ancêtres de Charlemagne, Paris, 1989, 170 p. (ISBN 2-906483-28-1), p. 145 et 172.
- Les Ancêtres de Charlemagne, Oxford, P & G, Prosopographia et Genealogica, coll. « Occasional Publications / 16 », 2014, 2e éd. (1re éd. 1989), 347 p. (ISBN 978-1-900934-15-2), p. 292-293.
- Christian Settipani, Continuité gentilice et continuité familiale dans les familles sénatoriales romaines à l'époque impériale, Oxford, Linacre College, Unit for Prosopographical Research, coll. « Prosopographica et Genealogica / 2 », 2000, 597 p. (ISBN 1-900934-02-7), p. 374-375 et 432.